# Sladagrundet
Sladagrundet  is een Zweeds rotseiland  behorend tot de Lule-archipel. Het eiland ligt ten zuiden van Mjoön. Het eiland heeft geen oeververbinding en is onbebouwd. Het is inmiddels vergroeid met Mindre Svartgrundet (klein Svartgrundet).